# José Ramón Revilla
José Ramón Revilla Román (Santander, España, 3 de enero de 1966) es un exfutbolista español que se desempeñaba como defensa.

## Clubes
| Club                          | País   | Año       |
| ----------------------------- | ------ | --------- |
| Real Racing Club de Santander | España | 1984-1990 |
| Real Murcia C. F.             | España | 1991-1994 |